# Assedio di Kuwabara
L'assedio di Kuwabara avvenne il giorno dopo l'assedio di Uehara; Takeda Shingen continuò la conquista dello Shinano conquistando il castello di Kuwabara da Suwa Yorishige. Suwa fu scortato nella capitale Takeda di Kōfu sotto l'assicurazione di essere al sicuro, ma fu poi forzato a commettere seppuku.